# En-Men-Gal-Ana
En-Men-Gal-Ana de Badtibira va ser el quart rei de Sumer esmentat a la llista de reis sumeris. Se li assigna un regnat llegendari de 28.800 anys. Si realment va existir, hauria regnat cap al final del mil·lenni III aC.